# Національний університет розвідки
Національний університет розвідки (англ. National Intelligence University) — американський військовий заклад вищої освіти з підготовки фахівців для структур Розвідувального управління Міністерства оборони США, також є одним з ключових науково-дослідних та науково-практичних центрів у сфері національної безпеки.

## Розташування
Університет розташовується в місті Бетесда, штат Меріленд. Основний кампус університету знаходиться в місті Брукмонт, штат Меріленд, з чотирма філіями по всьому світу. 
Раніше університет був розташований в штаб-квартирі Розвідувального управління Міністерства оборони США у Вашингтоні, округ Колумбія

## Історія
У 1962 році Міністерство оборони США створило Школу військової розвідки, шляхом об'єднання Школи стратегічної розвідки Сухопутних військ та Школи морської розвідки ВМС.
Школу військової розвідки у 1983 році, директивою міністра оборони США, було перейменовано в Коледж військової розвідки. Тоді ж при коледжі було відкрито аспірантуру та утворені факультети військових аташе та інформаційних аналітиків. 
У 1993 році Коледж військової розвідки був перейменований в Об'єднаний коледж військової розвідки, а у 2006 році в Розвідувальний коледж національної оборони.
2011 року Об'єднаний коледж військової розвідки було перейменовано в Національний університет розвідки (National Intelligence University).
З 1963 року в університеті навчалися понад 80 000 студентів, як військових та і цивільних.

## Структура
- Коледж стратегічної розвідки з регіональними філіями:
- Школа наукової та технологічної розвідки;
- Центр досліджень в області стратегічної розвідки.

## Відомі випускники
- Майк Ґаллагер
- Джон Майкл Макконнел[en]
- Пол М. Накасоне[en]